# Physical Review C
A Physical Review C (röviden PRC) egy 1970-es alapítású lektorált fizikai szakfolyóirat, mely a Physical Review szakfolyóirat-család tagja. Kiadója az Amerikai Fizikai Társaság, mely a folyóiratot havonta adja közre.

## Tartalma
A folyóirat elsődleges témája a magfizika. Részletes tanulmányokon kívül gyors közleményeket is kiadnak ebben a témában. Ezen kívül rendelkezik egy „Comments” fejezettel, melyben korábban ugyanitt közzétett munkákról szóló kritikai írások jelenhetnek meg.

## Története
A folyóirat előzménye az 1893 óta kiadott Physical Review volt, amely a ma A, B, C, D, E és X kötetekre osztott témákat egyben tárgyalta. 1970-ben csoportosították a cikkeket a ma is alkalmazott csoportokba, melyen belül a magfizikai témák külön kiadványt kaptak.

## Tudománymetrikai adatai
| Mérőszám                                                | 2017    |
| ------------------------------------------------------- | ------- |
| Összes publikáció                                       | 1073    |
| Impaktfaktor (hatástényező)                             | 3,304   |
| Az impaktfaktor ötéves átlaga (five-year impact factor) |         |
| Közvetlenségi index (immediacy index)                   | 0,883   |
| Az idézések felezési ideje (cited half-life)            |         |
| EigenFactor-pontszám                                    | 0,05514 |
| A cikkek hatása (Article Influence Score)               |         |
| CiteScore                                               |         |
| (Source-Normalized Impact per Page, SNIP)               |         |
| SCImago-rang                                            |         |
| H-index                                                 |         |
| 1. 2. 3. 4. 5. 6. 7.                                    |         |